# Ôn Cương
Ôn Cương (tiếng Trung giản thể: 温刚, bính âm Hán ngữ: Wēn Gāng, sinh tháng 8 năm 1966, người Hán) là chuyên gia vũ trang, doanh nhân, chính trị gia nước Cộng hòa Nhân dân Trung Hoa. Ông là Ủy viên dự khuyết Ủy ban Trung ương Đảng Cộng sản Trung Quốc khóa XX, hiện là Bí thư Đảng ủy, Chủ tịch Tập đoàn Quản lý tài sản Dung Thông Trung Quốc. Ông từng đảm nhiệm hầu hết các chức vụ lãnh đạo của Tập đoàn Công nghiệp vũ khí Trung Quốc (Norinco) như Phó Tổng giám đốc, Đồng sự, Tổng giám đốc và Bí thư Đảng ủy, Chủ tịch Norinco.
Ôn Cương là đảng viên Đảng Cộng sản Trung Quốc, học vị Cử nhân Kỹ thuật cơ học, Thạc sĩ Quản trị kinh doanh, Tiến sĩ Kỹ thuật, chức danh Cao cấp công trình sư cấp Nghiên cứu viên. Ông có sự nghiệp hầu hết đều trong khối xí nghiệp nhà nước, từ xuất phát điểm cho đến khi trở thành lãnh đạo cao nhất của Norinco, chuyên sản xuất vũ khí quân sự của Trung Quốc.

## Xuất thân và giáo dục
Ôn Cương sinh tháng 8 năm 1966 tại thủ phủ Thái Nguyên của tỉnh Sơn Tây, Cộng hòa Nhân dân Trung Hoa. Ông lớn lên và tốt nghiệp cao trung ở đây, thi cao khảo năm 1983 và đỗ Học viện Công nghiệp Bắc Kinh (北京工业学院, nay là Đại học Công nghệ Bắc Kinh), tới thủ đô nhập học Khoa Kỹ thuật cơ học từ tháng 9 và tốt nghiệp Cử nhân chuyên ngành Kỹ thuật phát nổ vào tháng 7 năm 1987. Sau đó 7 năm, ông trở lại trường – lúc này là Đại học Công nghệ Bắc Kinh, để theo học chương trình quản trị kinh doanh ở Học viện Quản lý, nhận bằng MBA năm 1997, sau đó sang New Jersey của Hoa Kỳ để theo học khóa bồi dưỡng ở Đại học Rutgers hệ công lập tiểu bang trong năm 2000. Từ năm 2007, Ôn Cương là nghiên cứu sinh sau đại học ở Học viện Kỹ thuật hóa học của Đại học Khoa học và Công nghệ Nam Kinh, lĩnh vực kỹ thuật và khoa học vật liệu, trở thành Tiến sĩ Kỹ thuật năm 2010. Ôn Cương được kết nạp Đảng Cộng sản Trung Quốc ở trường Bắc Kinh vào thời điểm tốt nghiệp đại học, ông từng tham gia khóa bồi dưỡng cán bộ trung, thanh niên 1 năm giai đoạn 2004–05 tại Trường Đảng Trung ương Đảng Cộng sản Trung Quốc.

## Sự nghiệp

### Norinco
Tháng 7 năm 1987, sau khi tốt nghiệp trường Bắc Kinh, Ôn Cương được tuyển dụng vào Ủy ban Công nghiệp cơ giới Quốc gia Trung Quốc với vị trí kỹ thuật viên của Phòng Chế tạo thuốc nổ ở Sảnh 210, bắt đầu sự nghiệp của mình ở đây. Sang tháng 4 năm 1988, Ủy ban này được phân tách thành Bộ Khoa học điện tử và Bộ Công nghiệp điện tử cơ giới, Ôn Cương được phân đến khối doanh nghiệp nhà nước và công tác ở Tổng công ty Công nghiệp phương Bắc – hãng đại diện cho công nghiệp chất nổ của Trung Quốc ở nước ngoài, và ông ban đầu là trợ lý kỹ sư của Phòng Nghiên cứu khoa học, Cục Chất nổ ở công ty. Năm 1990, ông chuyển sang Tổng công ty Công nghiệp vũ khí Trung Quốc, lần lượt là Phó Trưởng phòng, Trưởng phòng của Văn phòng Tổng giám đốc thuộc Sảnh văn phòng công ty, cho đến 1997 thì được bổ nhiệm làm Phó Tổng giám đốc Tổng công ty Công nghiệp kỹ thuật hóa học phương Bắc – một công ty con của Công nghiệp phương Bắc chuyên tích hợp khoa học, công nghiệp, thương mại, sản xuất, cung ứng và bán hàng. Trong giai đoạn này, ông cũng từng kiêm nhiệm là Phó Xưởng trưởng Nhà máy quốc doanh 375 của công ty.
Tháng 7 năm 1999, các xí nghiệp Công nghiệp phương Bắc, Công nghiệp vũ khí được xây dựng lại thành Tập đoàn Công nghiệp vũ khí Trung Quốc (Norinco), Ôn Cương được điều động làm Chủ nhiệm Sảnh Văn phòng Tập đoàn, đến 2003 thì thăng chức làm Thành viên Đảng tổ, Phó Tổng giám đốc. Giữ chức phó trong 10 năm 2003–13, ông từng đảm nhiệm đồng thời và liên tiếp nhiều vị trí, lãnh đạo 6 công ty con của Norinco trong nhiều lĩnh vực để sản xuất cụ thể, phục vụ công ty mẹ. Về lĩnh vực kỹ thuật hóa học, ông lãnh đạo 4 doanh nghiệp, từng là Chủ tịch Công ty Polyurethane Cẩm Hóa phương Bắc Liêu Ninh giai đoạn 2004–06, chuyên sản xuất vật liệu hóa học là Polyurethane phục vụ tập đoàn; Chủ tịch Công ty cổ phần Nitrocellulose phương Bắc Tứ Xuyên giai đoạn 2005–10, chuyên sản xuất hợp chất nitrocellulose này; Chủ tịch Công ty Phát triển khoa học kỹ thuật công nghệ hóa học Áo Tín Bắc Kinh (AUXIN Tech) giai đoạn 2005–11, chuyên sản xuất chất nổ dân dụng; Chủ tịch Công ty Kỹ thuật hóa học Hoa Cẩm Liêu Ninh giai đoạn 2006–09, chuyên sản xuất phân bón hóa học và chất dẻo tổng hợp. Ngoài ra, ông còn lãnh đạo các công ty phụ trợ bên cạnh với vị trí Chủ tịch Công ty Khai phát bất động sản phương Bắc giai đoạn 2000–06 ngay khi công ty này được thành lập năm 2000, quản lý mặt bằng các khu vực của tập đoàn; Chủ tịch Công ty Xe tải hạng nặng Bao Đầu Bắc Benz (BeiBen Truck), đặt trụ sở ở Bao Đầu, Nội Mông giai đoạn 2008–13, chuyên sản xuất xe tải địa hình phức tạp theo kỹ thuật Mercedes-Benz. Về lĩnh vực xã hội những năm 2000 này, ông còn được bầu làm Ủy viên Hội Liên hiệp Thanh niên Toàn quốc Trung Hoa khóa IX, X, Ủy viên Thường vụ khóa XI, và cũng là Phó Chủ tịch Hội Liên hiệp Thanh niên Xí nghiệp Trung ương. Về khoa học, ông tham gia nghiên cứu nhiều hạng mục về vũ khí quân sự và kinh doanh, có chức danh Cao cấp công trình sư cấp Nghiên cứu viên, tương đương với chức danh Giáo sư, và cũng là chuyên gia khoa học được hưởng phụ cấp đặc biệt của Quốc vụ viện. Tháng 12 năm 2013, ông được bổ nhiệm làm Đồng sự, Tổng giám đốc Norinco, đồng thời là Phó Bí thư Đảng tổ của doanh nghiệp ngày từ năm 2016. Tháng 8 năm 2018, ông giữ chức Bí thư Đảng tổ, Chủ tịch Tập đoàn Công nghiệp vũ khí Trung Quốc, trở thành lãnh đạo cao nhất của tập đoàn này sau 30 năm công tác từ khi còn là chuyên viên.

### Dung Thông
Đến tháng 1 năm 2019, Ôn Cương được miễn nhiệm tất cả các chức vụ ở Norinco, được điều chỉnh tham gia dự án chuẩn bị thành lập một doanh nghiệp mới cùng Ủy viên Trung ương Đảng khóa XIX Mã Chính Vũ. Ngày 15 tháng 7 năm 2019, Ôn Cương được bổ nhiệm tạm thời làm Bí thư Đảng ủy, Chủ tịch của Tập đoàn Quản lý tài sản Dung Thông Trung Quốc (CRTC) đang trong giai đoạn trù bị, trong khi Mã Chính Vũ là Tổng giám đốc. Ngày 15 tháng 3 năm 2020, CRTC chính thức được thành lập, Ôn Cương chính thức đảm nhiệm vị trí lãnh đạo cao nhất của doanh nghiệp này – một hãng siêu lớn trong nhóm doanh nghiệp nhà nước, quản lý và đầu tư số lượng lớn tài sản đa ngành kinh tế Trung Quốc. Cuối năm 2022, ông tham gia Đại hội Đảng Cộng sản Trung Quốc lần thứ XX từ đoàn đại biểu xí nghiệp trung ương. Trong quá trình bầu cử tại đại hội, ông được bầu là Ủy viên dự khuyết Ủy ban Trung ương Đảng Cộng sản Trung Quốc khóa XX.